# Бокс на літніх Олімпійських іграх 1996
Змагання з боксу на літніх Олімпійських іграх 1996 проходили з 20 липня по 4 серпня. Було розіграно 12 комплектів нагород.

## Кваліфікація
| Змагання                                           | Дата                        | Місце                     |
| -------------------------------------------------- | --------------------------- | ------------------------- |
| Чемпіонат Азії 1995                                | 1-8 жовтня, 1995            | Ташкент, Узбекистан       |
| Чемпіонат Європи з боксу 1996                      | 30 березня - 7 квітня, 1996 | Вайле, Данія              |
| Всеафриканські ігри 1995                           | 13-23 вересня, 1995         | Хараре, Зімбабве          |
| Африканський кваліфікаційний турнір                | Квітень/Травень 1996        |                           |
| Австралійський і Океанський кваліфікаційний турнір | Жовтень 1995                | Нукуалофа, Тонга          |
| Панамериканські ігри 1995                          | 11-27 березня, 1995         | Мар-дель-Плата, Аргентина |
| Центральноамериканський кваліфікаційний турнір     | Лютий 1996                  | Гвайнабо, Пуерто-Рико     |
| Північноамериканський кваліфікаційний турнір       | Квітень 1996                | Галіфакс, Канада          |
| Південноамериканський чемпіонат                    |                             | Буенос-Айрес, Аргентина   |
| Азійський кваліфікаційний турнір                   | 19-20 квітня, 1996          | Пасай, Філіппіни          |

## Медалі

### Загальний залік
| Місце | Країна         | Золото | Срібло | Бронза | Загалом |
| ----- | -------------- | ------ | ------ | ------ | ------- |
| 1     | Куба           | 4      | 3      | 0      | 7       |
| 2     | Болгарія       | 1      | 2      | 0      | 3       |
| 3     | Казахстан      | 1      | 1      | 2      | 4       |
| 4     | США            | 1      | 0      | 5      | 6       |
| 5     | Росія          | 1      | 0      | 3      | 4       |
| 6     | Алжир          | 1      | 0      | 1      | 2       |
| 6     | Тайланд}       | 1      | 0      | 1      | 2       |
| 6     | Україна        | 1      | 0      | 1      | 2       |
| 9     | Угорщина       | 1      | 0      | 0      | 1       |
| 10    | Німеччина      | 0      | 1      | 3      | 4       |
| 11    | Канада         | 0      | 1      | 0      | 1       |
| 11    | Філіппіни      | 0      | 1      | 0      | 1       |
| 11    | Південна Корея | 0      | 1      | 0      | 1       |
| 11    | Тонга          | 0      | 1      | 0      | 1       |
| 11    | Туреччина      | 0      | 1      | 0      | 1       |
| 16    | Румунія        | 0      | 0      | 2      | 2       |
| 17    | Аргентина      | 0      | 0      | 1      | 1       |
| 17    | Нігерія        | 0      | 0      | 1      | 1       |
| 17    | Пуерто-Рико    | 0      | 0      | 1      | 1       |
| 17    | Іспанія        | 0      | 0      | 1      | 1       |
| 17    | Туніс          | 0      | 0      | 1      | 1       |
| 17    | Узбекистан     | 0      | 0      | 1      | 1       |

### Медалісти
| Event                  | Золото                           | Срібло                             | Бронза                              |
| ---------------------- | -------------------------------- | ---------------------------------- | ----------------------------------- |
| До 48 кг докладніше    | Данієль Петров · Болгарія (BUL)  | Мансуето Веласко · Філіппіни (PHI) | Олег Кирюхін · Україна (UKR)        |
| До 48 кг докладніше    | Данієль Петров · Болгарія (BUL)  | Мансуето Веласко · Філіппіни (PHI) | Рафаель Лосано · Іспанія (ESP)      |
| До 51 кг докладніше    | Маікро Ромеро · Куба (CUB)       | Булат Жумаділов · Казахстан (KAZ)  | Золтан Лунка · Німеччина (GER)      |
| До 51 кг докладніше    | Маікро Ромеро · Куба (CUB)       | Булат Жумаділов · Казахстан (KAZ)  | Альберт Пакеєв · Росія (RUS)        |
| До 54 кг докладніше    | Іштван Ковач · Угорщина (HUN)    | Арнальдо Меса · Куба (CUB)         | Вічаірачанон Хадпо · Таїланд (THA)  |
| До 54 кг докладніше    | Іштван Ковач · Угорщина (HUN)    | Арнальдо Меса · Куба (CUB)         | Раїмкуль Малахбеков · Росія (RUS)   |
| До 57 кг докладніше    | Сомлук Камсінг · Таїланд (THA)   | Серафім Тодоров · Болгарія (BUL)   | Хуліо Пабло Чакон · Аргентина (ARG) |
| До 57 кг докладніше    | Сомлук Камсінг · Таїланд (THA)   | Серафім Тодоров · Болгарія (BUL)   | Флойд Мейвезер · США (USA)          |
| До 60 кг докладніше    | Хосін Солтані · Алжир (ALG)      | Тончо Тончев · Болгарія (BUL)      | Терренс Котен · США (USA)           |
| До 60 кг докладніше    | Хосін Солтані · Алжир (ALG)      | Тончо Тончев · Болгарія (BUL)      | Леонард Дорофтей · Румунія (ROU)    |
| До 63,5 кг докладніше  | Ектор Вінент · Куба (CUB)        | Октай Уркал · Німеччина (GER)      | Фетхі Міссауї · Туніс (TUN)         |
| До 63,5 кг докладніше  | Ектор Вінент · Куба (CUB)        | Октай Уркал · Німеччина (GER)      | Болат Ніязимбетов · Казахстан (KAZ) |
| До 67 кг докладніше    | Олег Саїтов · Росія (RUS)        | Хуан Ернандес Сьєрра · Куба (CUB)  | Даніель Сантос · Пуерто-Рико (PUR)  |
| До 67 кг докладніше    | Олег Саїтов · Росія (RUS)        | Хуан Ернандес Сьєрра · Куба (CUB)  | Мар'ян Сіміон · Румунія (ROU)       |
| До 71 кг докладніше    | Девід Рід · США (USA)            | Альфредо Дуверхель · Куба (CUB)    | Єрмахан Ібраїмов · Казахстан (KAZ)  |
| До 71 кг докладніше    | Девід Рід · США (USA)            | Альфредо Дуверхель · Куба (CUB)    | Карім Туляганов · Узбекистан (UZB)  |
| До 75 кг докладніше    | Аріель Ернандес · Куба (CUB)     | Малік Бейлероглу · Туреччина (TUR) | Роші Веллс · США (USA)              |
| До 75 кг докладніше    | Аріель Ернандес · Куба (CUB)     | Малік Бейлероглу · Туреччина (TUR) | Мохамед Бахарі · Алжир (ALG)        |
| До 81 кг докладніше    | Василь Жиров · Казахстан (KAZ)   | Лі Син Бе · Південна Корея (KOR)   | Антоніо Тарвер · США (USA)          |
| До 81 кг докладніше    | Василь Жиров · Казахстан (KAZ)   | Лі Син Бе · Південна Корея (KOR)   | Томас Ульріх · Німеччина (GER)      |
| До 91 кг докладніше    | Фелікс Савон · Куба (CUB)        | Девід Дефіагбон · Канада (CAN)     | Нейт Джонс · США (USA)              |
| До 91 кг докладніше    | Фелікс Савон · Куба (CUB)        | Девід Дефіагбон · Канада (CAN)     | Луан Краснікі · Німеччина (GER)     |
| Понад 91 кг докладніше | Володимир Кличко · Україна (UKR) | Паеа Вольфграмм · Тонга (TON)      | Дункан Доківарі · Нігерія (NGA)     |
| Понад 91 кг докладніше | Володимир Кличко · Україна (UKR) | Паеа Вольфграмм · Тонга (TON)      | Олексій Лєзін · Росія (RUS)         |